# Johann Georg von Flemming
Johann Georg von Flemming (ur. 16 maja 1679 w Hanowerze, zm. w 1747 roku w Berlinie), hrabia cesarstwa (reichsgraf), saski generał, dworzanin i urzędnik. Przedstawiciel rodziny Flemmingów – pierwszego rodu Saksonii w XVIII wieku po panujących Wettynach.
Jego ojcem był feldmarszałek Heino Heinrich von Flemming, bratem zaś szambelan króla Augusta II Mocnego Adam Fryderyk Flemming. Dzięki tradycji rodzinnej miał (od 1695) tytuł: "marszałka Pomorza Tylnego" (niem: Hinterpommern).
Flemming studiował w Halle i wstąpił do armii saskiej. 
Jego żoną była Sigrid Catharina von Bielke, z którą miał dwóch synów:
- Friedrich (1707–1777), rycerz zakonu joannitów.
- Wilhelm.

Flemming zmarł w 1747, a jego żona w 1765 w Berlinie.

## Literatura
- Blaschke, Karlheinz, hasło: Johann Georg von Flemming. w: NDB Neue Deutsche Biographie; tom 5, s. 239.